# Ulysse Gayon
Pour les articles homonymes, voir Gayon.
Ulysse Gayon est un biochimiste et agronome français né à Bouëx (Charente) le 8 mai 1845 et mort à Bordeaux le 11 avril 1929.
Il est principalement connu comme étant à l'origine de la bouillie bordelaise, fongicide très utilisé pour le traitement de la vigne. 

## Histoire
Fils d'un ancien militaire devenu paysan, Ulysse Gayon est reçu au concours de l'École normale supérieure et en sort agrégé de sciences physiques en 1871. Élève de Louis Pasteur à cette même école, il obtient en 1875 sa thèse de doctorat, sur l'Altération spontanée des œufs. À la suite de cette thèse, l'administration des Douanes le charge d'organiser un laboratoire de contrôle régional à Bordeaux. Il le dirige pendant quarante-quatre ans.
En 1878, il est nommé maître de conférence à la faculté de sciences de Bordeaux, à la chaire de Chimie. Il deviendra Professeur de l'Université en 1881. Sa carrière universitaire est marquée par la création de deux écoles : l'École de chimie appliquée à l’industrie et à l’agriculture (dont vient l'actuelle l'École nationale supérieure de chimie, de biologie et de physique) et la Faculté d'Œnologie de Bordeaux.

## Distinctions honorifiques
- Grande médaille d'or de la Société nationale d'agriculture (1883)
- Membre de l'Académie des sciences de Paris (1897)

## Postérité
Des rues de Bordeaux, d'Angoulême et de Bouëx portent son nom.

## Publications
- 1875 : Recherches sur les altérations spontanées des œufs, Annales scientifiques de l'École normale supérieure Sér. 2, 4 ;
- 1886 : Recherches sur la réduction des nitrates par les infiniment petits. Fulltext (p. 348):